# 2006 au Québec
Cet article traite des événements survenus en 2006 au Québec. 

## Événements

### Janvier
- 1er janvier : entrée en vigueur de la loi sur l'assurance-parentale[1].
- 19 janvier : radiée à vie de l'Association cycliste américaine pour avoir été testée positive lors d'un test de dopage, Geneviève Jeanson abandonne la compétition sportive[2].
- 20 janvier : neuf des treize Mohawks de Kanesatake sont reconnus coupables d'avoir séquestré des policiers en janvier 2004 et reçoivent des peines de 12 à 15 mois de prison. La juge Nicole Duval-Hesler se fait traiter de « raciste » par le groupe de Mohawks réunis dans la salle. Le chef Steven Bonspille déclare alors qu'il y a une justice pour les Blancs et une justice pour les Indiens. Le lendemain, cependant, le chef des Premières Nations, Ghislain Picard, estimera que justice a été rendue dans l'affaire[3].
- 23 janvier : le Parti conservateur de Stephen Harper remporte les élections générales et formera un gouvernement minoritaire. Les canadiens élisent à la Chambre des communes 124 députés conservateurs, 103 libéraux, 51 bloquistes, 29 néo-démocrates et 1 indépendant. Au Québec, le score est de 51 bloquistes (42,08 %), 13 libéraux (20,71 %), 10 conservateurs (24,58 %) et l'indépendant André Arthur dans Portneuf—Jacques-Cartier. La région de Québec a élu 7 des 10 conservateurs de la province[4].
- 30 janvier : le prince saoudien Al Walil Ben Talid achète pour 4.3 milliards de dollars 87 grands hôtels du Québec et du Canada dont le Château Frontenac, l'Hôtel Reine Élizabeth, le Manoir Richelieu et le Château Montebello[5].

### Février
- 4 février : création du parti Québec solidaire[6].
- 10 février : la hockeyeuse Danielle Goyette est porte-drapeau du Canada lors de l'inauguration des Jeux olympiques de Turin[7].
- 17 février : carambolage monstre sur l'autoroute 40 près de Lavaltrie dû au blizzard et impliquant une soixantaine de véhicules. Il y a 4 morts[8].
- 25 février : le projet de méga-hôpitaux est mis en veilleuse, les coûts anticipés ayant été dépassés[9].
- 27 février : Thomas Mulcair et Pierre Reid sont évincés du gouvernement. Claude Béchard devient ministre du Développement durable et de l'Environnement et Raymond Bachand ministre du Développement économique[10].

### Mars
- 1er mars : Nicole Léger annonce son retrait de la vie politique et qui sera effectif le 1er juin[11].
- 2 mars : Jean Brault de Groupaction plaide coupable à 4 des 5 chefs d'accusation pesant contre lui[12].
- 6 mars : le gouvernement Charest annonce la prochaine privatisation d'une partie du mont Orford[13].
- 13 mars : le film C.R.A.Z.Y. reçoit 11 Prix Génie dont celui du meilleur film[14].
- 19 mars : C.R.A.Z.Y. remporte 15 Prix Jutra dont celui du meilleur film, du meilleur scénario, du meilleur réalisateur, du meilleur acteur et de la meilleure actrice de soutien. Marc-André Grondin et Élise Guilbault sont les acteur et actrice de l'année[15].
- 20 mars : Pauline Marois annonce son retrait de la vie politique[16].
- 23 mars : Michel Audet présente un budget équilibré de 58 milliards de dollars. La mesure la plus originale est la création d'un Fonds des générations dont le but est de faire diminuer la dette[17].
- 31 mars : le zoo de Québec ferme définitivement ses portes après 75 ans d'activité[18].

### Avril
- 10 avril : l'élection partielle de Sainte-Marie—Saint-Jacques est remportée par le Parti québécois[19].
- 22 avril : manifestation à Montréal contre la privatisation du mont Orford[20].

### Mai
- 1er mai : le salaire minimum au Québec est augmenté à 7,75 $ (il était depuis le 1er mai 2005 à 7,60 $)[21].
- 3 mai : dépôt du projet de loi privatisant une partie du mont Orford[22].
- 5 mai : Jean Brault est condamné à 30 mois de prison[23].
- 5 mai : Stephen Harper et Jean Charest s'entendent sur la place que doit tenir le Québec à l'Unesco[24].
- 19 mai : la Cour supérieure force Vincent Lacroix, président de Norbourg, à déclarer faillite[25].
- 31 mai : entrée en vigueur de la loi anti-tabac[26].

### Juin
- 1er juin : Nicole Léger abandonne la vie politique[27].
- 6 juin - Charles Guité est reconnu coupable de fraudes dans l'affaire des commandites[28].
- 11 juin : grâce au « bâillon », le gouvernement fait adopter de justesse la loi sur le mont Orford, celle privatisant les hippodromes et celle réglant les conditions de travail des médecins spécialistes[29].
- 19 juin : Charles Guité écope de 42 mois de prison[30].

### Juillet
- 1er juillet : la TPS baisse de 7 à 6 %[31].
- 7 juillet : Jean Charest admet, lors d'une visite en France, que la souveraineté du Québec est réalisable mais qu'elle n'est pas souhaitable[32].
- 20 juillet : Guy Cloutier est finalement libéré[33].

### Août
- 8 août : le ministre Jean-Marc Fournier annonce l'investissement de 320 millions de dollars dans les cégeps et les universités[34].
- 14 août : les péquistes André Boisclair et Marie Malavoy remportent les élections partielles de Pointe-aux-Trembles[35] et de Taillon[36].
- 18 août : Jean-Pierre Charbonneau annonce son retrait de la vie politique[37].

### Septembre
- 5 septembre : le compromis Nicolet propose que 90 % des terrains privatisés du mont Orford redeviennent propriété publique[38].
- 13 septembre : Fusillade au Collège Dawson dans l'ouest de Montréal. Une étudiante, Anastasia de Sousa, est tuée; 20 autres sont blessés dont certains très gravement. Le tireur fou, un jeune homme d'une vingtaine d'années du nom de Kimveer Gill, se suicide alors qu'il est cerné par la police[39].
- 15 septembre : le comédien Pierre Curzi annonce sa candidature péquiste dans Borduas[40].
- 24 septembre : plusieurs souverainistes sont outrés des propos de la gouverneure générale Michaëlle Jean qui a déclaré que les Québécois étaient déconnectés de la réalité parce qu'ils étaient davantage ouverts sur le monde que sur le reste du Canada[41].
- 30 septembre : un viaduc du boulevard de la Concorde à Laval s'écrase sur l'autoroute 19, coinçant plusieurs véhicules et faisant 5 morts et 6 blessés[42].

### Octobre
- 1er octobre : Québec annonce une commission d'enquête sur l'accident présidée par l'ancien premier ministre Pierre-Marc Johnson[43].
- 11 octobre : Domtar annonce la fermeture de 3 usines en Abitibi: Lebel-sur-Quévillon, Val-d'Or et Matagami[44].
- 16 octobre : lors d'une entrevue à TVA, Lucien Bouchard déclare que les Québécois ne travaillent pas assez par rapport aux Ontariens ou aux Américains[45].
- 19 octobre : inauguration d'un monument de Robert Bourassa devant l'Assemblée nationale[46].
- 26 octobre : Québec annonce la création d'un Cégep autochtone à Kahnawake[47].
- 29 octobre : Ariane Moffatt et Dany Bédar sont les interprètes de l'année au Gala de l'ADISQ[48].

### Novembre
- 9 novembre : la Conférence internationale sur la pauvreté se tient à Montréal et Bill Clinton et Mia Farrow en sont les orateurs les plus illustres[49]. Parmi les invités québécois, il y a Dan Bigras et Nathalie Simard[50].
- 19 novembre : lors de son sixième congrès, l'Action démocratique du Québec adopte des résolutions préconisant la disparition des commissions scolaires ainsi que celles des classes mixtes dans les écoles[51].
- 22 novembre : 
  - la Chambre des communes reconnaît la nation québécoise dans un Canada uni[52].
  - l'opération Colisée, vaste enquête policière contre le clan Rizzuto, entraîne la plus importante rafle antimafia de l'histoire canadienne[53].
- 30 novembre : l'Assemblée nationale adopte une motion prenant acte de la reconnaissance de la nation québécoise par la Chambre des Communes[54].

### Décembre
- 2 décembre : Stéphane Dion est élu chef du PLC[55].
- 18 décembre : Stephen Harper rétrocède à ses anciens propriétaires 11 000 acres de terre autour de Mirabel[56].
- 21 décembre : les 17 000 orphelins de Duplessis qui n'avaient pas été indemnisés en 2001 recevront 17 000 $ par personne. Le coût de cette mesure est de 26 millions de dollars[57].
- 23 décembre : Myriam Bédard est arrêtée au Maryland. Elle est accusée d'avoir enlevé sa fille[58].
- 23 décembre : l'archevêque de Montréal, Jean-Claude Turcotte, refuse de mettre les déboires des orphelins de Duplessis sur le dos de l'Église[59].

## Décès
- Raymond Cayouette (ornithologue) (º 8 avril 1916)
- 5 janvier - Ken Mosdell (joueur de hockey)  (º 13 juillet 1922)
- 13 janvier - Gordon Atkinson (animateur et homme politique)  (º 24 août 1922)
- 17 janvier - Pierre Grondin (homme de sciences) (º 18 août 1925)
- 23 janvier - Frank Hanley (homme politique) (º 5 avril 1909)
- 11 mars - Bernard Geoffrion (joueur de hockey) (º 14 février 1931)
- 16 mars - Jonathan Delisle (joueur de hockey) (º 30 juin 1977)
- 20 mars
  - Joseph Dominique Gauthier (médecin) (º 25 février 1910)
  - Maurice Raymond (peintre) (º 1912)
- 19 avril - Mercedes Palomino (fondatrice du Théâtre du Rideau Vert) (º 2 février 1913)
- 22 avril - D'Iberville Fortier (ancien commissaire aux langues officielles) (º 5 février 1926)
- 21 mai - Pierre Gobeil (acteur) (º 23 mars 1938)
- 7 juin - Paul Cormier (Monsieur Pointu) (violoniste) (º 10 mai 1922)
- 13 juin - Claude Saint-Jean (fondateur de l'Association canadienne des ataxies familiales) (º 28 avril 1952)
- 23 juillet - Jean-Paul Desbiens (prêtre et chroniqueur) (º 7 mars 1927)
- 18 août - Fernand Gignac (chanteur et acteur) (º 23 mars 1934)
- 20 août - Claude Blanchard (acteur et chanteur) (º 19 mai 1932)
- 23 août - Maynard Ferguson (chef d'orchestre de jazz) (º 4 mai 1928)
- 24 août - Léopold Simoneau (ténor) (º 3 mai 1916)
- 28 août - Benoît Sauvageau (homme politique) (º 22 novembre 1963)
- 30 août - Glenn Ford (acteur) (º 1er mai 1916)
- 13 septembre
  - Anastasia De Sousa (étudiante du Collège Dawson) (º 1988)
  - Kimveer Gill (criminel et tueur du Collège Dawson) (º 1981)
- 24 septembre - Phil Latulippe (coureur) (º 16 mars 1919)
- 29 septembre - Louis-Albert Vachon (ancien archevêque de Québec) (º 4 février 1912)
- 1er octobre - André Viger (athlète paraplégique) (º 27 septembre 1952)
- 18 octobre - Bobby Hachey (chanteur) (º 2 janvier 1932)
- 30 octobre - Roland Sabourin (journaliste sportif) ( 1926)
- 22 novembre - Gilles Grégoire (homme politique) (º 6 mai 1926)
- 26 novembre - Louis Bilodeau (animateur) (º 9 décembre 1924)

### Articles généraux
- Chronologie de l'histoire du Québec (1982 à aujourd'hui)
- L'année 2006 dans le monde
- 2006 au Canada

### Articles sur 2006 au Québec
- Élection fédérale canadienne de 2006
- Québec solidaire
- Affaire de la privatisation du Mont-Orford
- Affaire Norbourg
- Effondrement du viaduc de la Concorde
- Élection partielle québécoise d'avril 2006
- Fusillade au collège Dawson
- Jardin zoologique du Québec
- Liste des lauréats des prix Félix en 2006